# Arne Pilested
 Der er for få eller ingen kildehenvisninger i denne artikel, hvilket er et problem. Du kan hjælpe ved at angive troværdige kilder til de påstande, som fremføres i artiklen.

Arne Pilested (født 24. maj 1921, død 29. juni 1999), tidligere Arne Pilegaard Pedersen, var en dansk designer og møbelarkitekt.
Allerede som 5-årig blev Arne sat til at polere møbler i farens snedkerværksted, som lå i forlængelse af familiens bolig i byen Bursø. Som ene dreng ud af en søskendeflok på seks var det naturligt, at han en dag skulle overtage forretningen. I 1935, som blot 14-årig, kom Arne derfor i lære hos sin far og møbelsnedkermester Viggo Pedersen i Bursø Snedkerforretning.
I 1942 flyttede Arne Pilested fra Bursø til København og startede på Kunstakademiet under ven og underviser Børge Mogensen. I 1946 fik han tildelt højeste udmærkelse i form af to sølvmedaljer samt førstepræmien på Kunstakademiet for sin tremmesofa med dertilhørende sofabord. I samme konkurrence deltog andre kendte danske designere som bl.a. Erik Ole Jørgensen og Poul Volther.